# Азиатская корюшка
Азиа́тская ко́рюшка, или американская корюшка (лат. Osmerus mordax) — вид лучепёрых рыб семейства корюшковых (Osmeridae).
Некоторые авторы выделяют несколько подвидов: Osmerus mordax dentex (азиатская корюшка), Osmerus mordax mordax (восточноамериканская корюшка), Osmerus mordax spectrum (озёрная форма корюшки в Северной Америке).
Корюшка — проходная рыба, имеет пресноводные озерные подвиды. Широко распространена и обладает высокой численностью.

## Описание

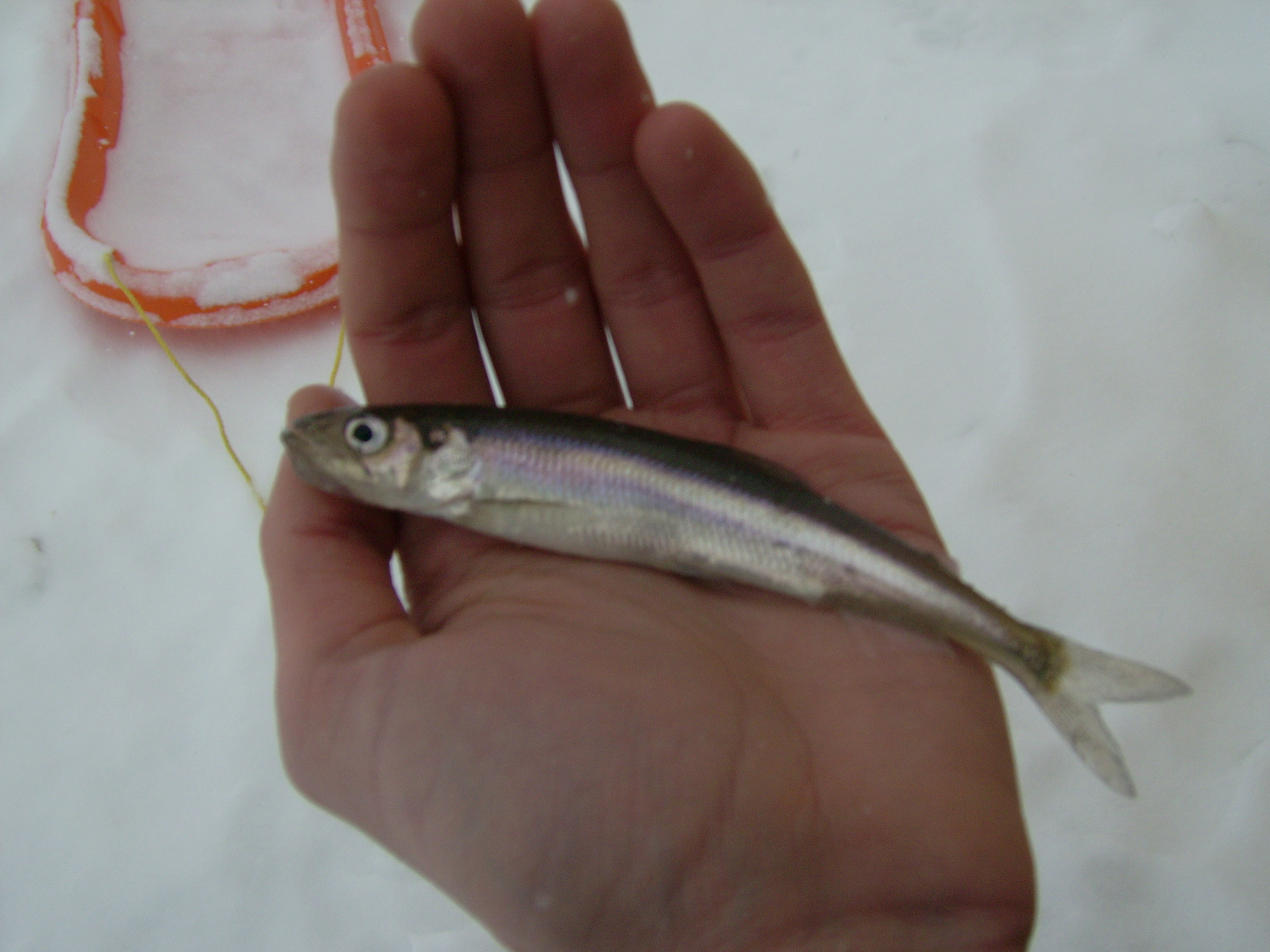

Тело удлиненное, покрыто крупной, легко спадающей чешуей. Рот большой. Бока тела серебристые, спина буро-зеленая. Питается зоопланктоном, молодью и икрой рыб. Свежая корюшка издаёт характерный запах свежих огурцов. Размеры и масса тела колеблются в зависимости от региона обитания. Максимальный размер её 34 см (Белое море), масса 342 г и предельный возраст 10—11 лет. Созревает она в возрасте 3—4 года при длине 16—18 см. Нерест происходит с апреля по июнь в зависимости от географического распространения. Азиатская корюшка отличается от европейской более длинной боковой линией и крепкими зубами.
Наиболее интенсивный откорм происходит летом и осенью, в непосредственной близости от берегов, где и находится большую часть года. Молодь и неполовозрелая зубастая корюшка питается, главным образом, мелким зоопланктоном, донными ракообразными, личинками моллюсков и полихет, а также икрой. Взрослые особи переходят к хищному образу жизни, питаясь личинками и молодью рыб, в основном образующими скопления (в том числе мойвой, песчанкой, сельдью, молодью лососей).

## Распространение
Обитает азиатская зубатая корюшка в прибрежных районах морей и в предустьевых пространствах рек Северного Ледовитого океана, от бассейнов Белого и Баренцева морей на восток до Берингова пролива и далее в Америку (от мыса Барроу и до реки Маккензи). В Тихом океане от Берингова пролива вдоль азиатских берегов на юг до п-ова Корея (до Вонсана) и Японии (Хоккайдо). Встречается на Чукотке, Камчатке, Охотоморском побережье, Курильских островах, Сахалине, в Амуре, в заливе Петра Великого (река Раздольная).

## Промысел

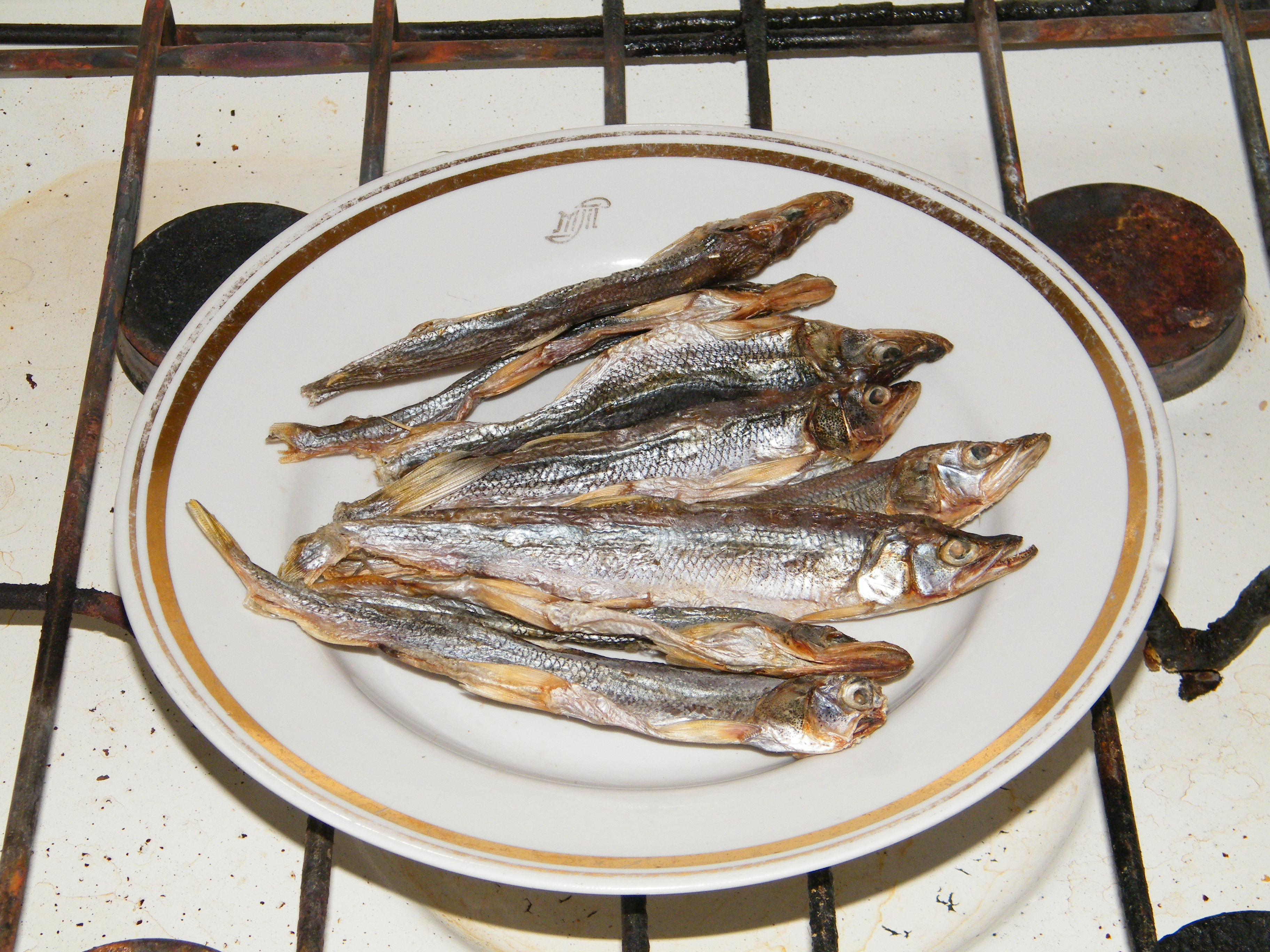
Вяленая корюшка (Osmerus mordax)
(поймана в Амурском заливе)

Используется как промысловый вид рыбы. Объект массового любительского зимнего (подлёдного) лова. Ловят корюшку на маленькие блёсны (крючок шириной около 5 мм), на коротких поводках блёсны собираются в ярусы по 5—10 штук. Употребляется обычно в жареном, вяленом, копчёном, солёном и свежем виде.